# Stodoliszczeńskie osiedle wiejskie
Stodoliszczenskoje (ros. Стодолищенское сельское поселение) – jednostka administracyjna wchodząca w skład rejonu poczinkowskiego w оbwodzie smoleńskim w Rosji.
Centrum administracyjnym osiedla jest osiedle typu miejskiego Stodoliszcze.

## Geografia
Powierzchnia osiedla wynosi 169,49 km².

## Historia
Osiedle powstało na mocy uchwały obwodu smoleńskiego z 28 grudnia 2004 r., a uchwałą z 20 grudnia 2018 z dniem 1 stycznia 2019 w granicach osiedla wiejskiego Stodoliszczenskoje znalazły się wszystkie miejscowości zlikwidowanych osiedli krasnoznamieńskiego i łysowskiego.

## Demografia
W 2020 roku osiedle wiejskie zamieszkiwało 4403 mieszkańców.

## Miejscowości
W skład jednostki administracyjnej wchodzą 42 miejscowości, w tym jedno osiedle (Stodoliszcze) i 41 dieriewni (Barsuki, Borszczewka, Budianka, Chotulewka, Dieriebuż, Dobrosielje, Dumaniczi, Gałajewka, Jefriemowka, Jemieljanowka, Komarowka, Kowali, Korbuszi, Krasnoje Znamia, Kubarki, Kuźminiczi, Lachtowka, Lnozawod, Łysowka, Martynowka, Nawiny, Nowo-Gołowaczi, Nowo-Moisiejewka, Piatoje, Pieczkury, Prilepowka, Ryżewka, Samolubowka, Siakowka, Starikowo, Stomiatka, Szantałowo, Tierieszok, Torcziłowka, Trostino, Władimirowka, Zarieczje, Zatiszyno, Zacharowka, Żukowiczi).